# Jane Siberry

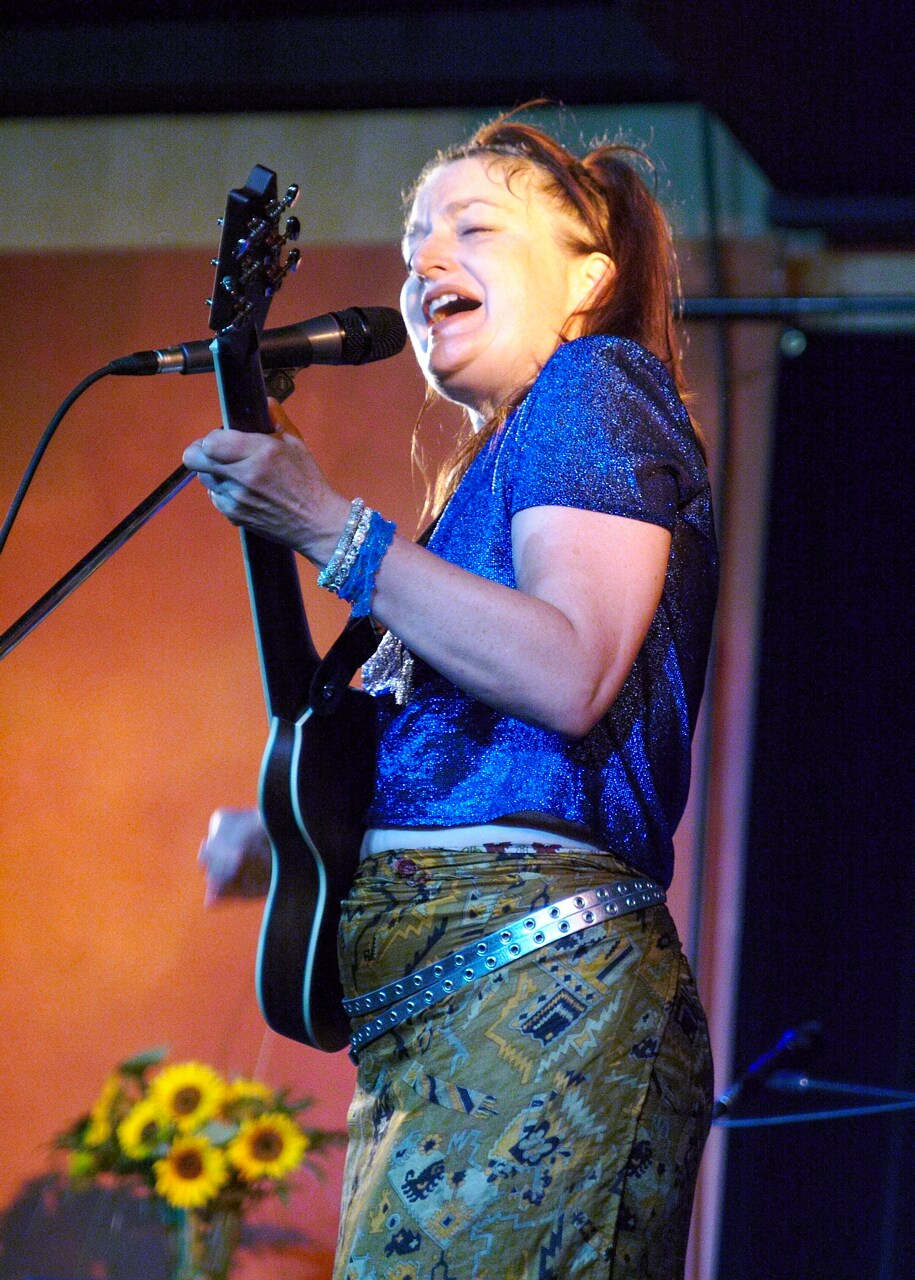
Jane Siberry, 2006

Jane Siberry (* 12. Oktober 1955 in Toronto, Ontario), von Juni 2006 bis November 2009 unter ihrem Künstlernamen Issa tätig ist eine kanadische Pop- und Folksängerin und Songwriterin. Sie wurde in den 1980er Jahren mit ihren New-Wave-Hits wie Mimi on the Beach oder I Muse Aloud bekannt. Zum Soundtrack der Filme The Crow und Das Glücksprinzip trug sie die Songs It can’t rain all the time respektive Calling All Angels bei.
Seit 2003 hat sie kein neues Album mehr veröffentlicht, sondern bietet ihre Songs im Internet zum Herunterladen an, wobei der Käufer den Preis selbst bestimmen kann.

## Diskografie (Alben)
- Jane Siberry, 1981
- No Borders Here, 1984
- The Speckless Sky, 1985
- The Walking, 1987
- Bound By the Beauty, 1989
- Summer in the Yukon, 1992 (Kompilation)
- A Collection 1984–1989, 1992 (Kompilation)
- When I Was a Boy, 1993
- Maria, 1995
- Teenager, 1996
- A Day in the Life, 1997
- Child: Music for the Christmas Season, 1997
- A Day In The Life NYC 1997, 1997 (Mini-Album)
- Lips: Music for Saying It, 1999
- New York Trilogy, 1999 (4-CD-Kompilation)
- Tree: Music for Films and Forests, 1999
- Hush, 2000
- City, 2001
- Love is Everything: The Jane Siberry Anthology, 2002
- Shushan the Palace: Hymns of Earth, 2003
- Dragon Dreams, 2008 (als Issa)
- With what shall I keep warm?, 2009
- Meshah Dreams Back, 2011
- Ulysses’ Purse, 2016
- Angels Bend Closer, 2016
- A World Without Music, 2020